# Assacans
Els assacans (en llatí: assacani, en grec antic: Ἀσσακηνοί) eren els membres d'una tribu del nord-est de Pèrsia, sotmesa per Alexandre el Gran l'any 327 aC junt amb els aspasis.
Vivien prop del riu Indus i a la vall de Pandkora. Les seves ciutats principals eren Massaga (o Mazaga), Peucela, Ora (una fortalesa), Bezira, Aornos, Orobatis, Embolima i Dyrta.
Estaven relacionats amb els Saces i els Massàgetes, i vivien a les muntanyes. Eren un poble de pastors. No eren pròpiament indis, i els autors antics els anomenaven «bàrbars», com es llegeix a l'Anàbasi d'Alexandre el Gran de Flavi Arrià.
L'any 326 aC, els assacans, juntament amb els pobles veïns dels aspasis i els ghurians, es van alçar contra Alexandre el Gran quan feia camí cap a l'Índia. Sota el comandament d'Afraka, van reunir 30.000 infants, 2.000 cavallers i 30 elefants de guerra. Alexandre va encomanar a Koinos de prendre Bazira mentre ell va anar a assetjar la seva capital, Massaga. El general dels assacans va morir assassinat i Koinos va resultar ferit. La reina mare Cleofis, que era d'una gran bellesa, es va rendir i es va sotmetre. Es diu que la reina va tenir un fill anomenat Alexandre, sense que se sàpiga qui n'era el pare.
Aleshores Alexandre va assetjar Aornos, una ciutat considerada inexpugnable, de la que es diu que Hèracles no va poder ocupar. Després de la captura d'Aornos i la massacre de molts assacans, va confiar la regió de Gandhara al sàtrapa Nicanor, però aquest va morir molt aviat quan els assacans es van rebel·lar.